# Smittia aquilonis
Smittia aquilonis är en tvåvingeart som beskrevs av Maurice Emile Marie Goetghebuer 1940. Smittia aquilonis ingår i släktet Smittia och familjen fjädermyggor.
Artens utbredningsområde är Sverige. Det är osäkert om arten förekommer i Sverige. Inga underarter finns listade i Catalogue of Life.